# Proegmena
Proegmena es un género de insecto coleóptero de la familia Chrysomelidae.

## Especies
Las especies de este género son:
- Proegmena bipunctata (Chen, 1942)
- Proegmena impressicollis (Jacoby, 1891)
- Proegmena pallidipennis Weise, 1889
- Proegmena smaragdina (Gressitt & Kimoto, 1963)
- Proegmena taiwana Takizawa, 1978